# Slam (Film)
Slam ist ein italienisches Drama von Andrea Molaioli aus dem Jahr 2016.

## Handlung
Samuele, genannt Sam, ist ein Sechzehnjähriger der leidenschaftlich Skateboard fährt. Er verehrt sein Idol Tony Hawk, den er sogar als imaginären Freund behandelt, dem er seine Probleme anvertraut. Sam hat große Ziele, würde gerne nach der Schule nach Kalifornien gehen, um dem Schicksal seiner Familie zu entkommen. Sowohl seine Großeltern als auch seine Mutter wurden im jungen Alter von 16 Jahren Eltern.
Das Schicksal schlägt jedoch auch bei Sam zu, denn er lernt Alice kennen, die ungewollt von ihm schwanger wird. Die beiden Teenager trennen sich, versuchen jedoch wieder zusammenzukommen, und kümmern sich um den kleinen Rufus, der von allen nur Ufo genannt wird. Eines Tages soll Sam mit Rufus einen Impftermin wahrnehmen, was jedoch nicht gelingt, da er der Krankenschwester nur den Namen Ufo nennen kann.
Am 4. Geburtstag von Ufo kommt Sam mit seiner neuen Freundin zur Party auf der auch Alices neuer Partner anwesend ist. Während der Party ziehen sich Alice und Sam ohne Vorsichtsmaßnahmen zurück und lieben einander.

## Veröffentlichung
Im November 2016 wurde der Film anlässlich des 34. Turiner Filmfestivals uraufgeführt.
Am 23. März 2017 wurde Slam von Universal Pictures in italienischen Kinos veröffentlicht. Auf Netflix wurde der Film am 15. April 2017 veröffentlicht.
Er wurde am 13. Januar 2020 zum ersten Mal von Rai Due im frei empfangbaren Fernsehen ausgestrahlt.

## Hintergrund
- Als Vorlage für den Film diente der Roman Slam vom englischen Autor Nick Hornby aus dem Jahr 2007.